# Меїржан Аширов
Меїржан Аширов (каз. Мейіржан Әшіров; нар. 30 січня 1992, Жамбильська область) — казахський борець вільного стилю, чемпіон світу серед студентів, дворазовий бронзовий призер чемпіонатів Азії. Майстер спорту міжнародного класу.

## Життєпис
Боротьбою почав займатися з 2004 року. У 2011 році став срібним призером чемпіонату Азії серед юніорів. У 2012 році здобув бронзову медаль чемпіонату світу серед юніорів. Такого ж результату досяг того ж року на чемпіонаті Азії серед юніорів.
Представляє Уродженці Жамбильську область. Тренери — Берік Тоскамбаєв (з 2007), Асет Серікбаєв.

## Спортивні результати на міжнародних змаганнях

### Виступи на Чемпіонатах світу
| Змагання                        | Збірна    | Вагова категорія          | Місце |
| ------------------------------- | --------- | ------------------------- | ----- |
| Чемпіонат світу з боротьби 2017 | Казахстан | вільна боротьба, до 65 кг | 17    |

### Виступи на Чемпіонатах Азії
| Змагання                       | Збірна    | Вагова категорія          | Місце  |
| ------------------------------ | --------- | ------------------------- | ------ |
| Чемпіонат Азії з боротьби 2015 | Казахстан | вільна боротьба, до 65 кг | 11     |
| Чемпіонат Азії з боротьби 2017 | Казахстан | вільна боротьба, до 65 кг | 9      |
| Чемпіонат Азії з боротьби 2018 | Казахстан | вільна боротьба, до 70 кг | Бронза |
| Чемпіонат Азії з боротьби 2020 | Казахстан | вільна боротьба, до 70 кг | Бронза |

### Виступи на Кубках світу
| Змагання                    | Збірна    | Вагова категорія | Місце |
| --------------------------- | --------- | ---------------- | ----- |
| Кубок світу з боротьби 2018 | Казахстан | команда          | 7     |

### Виступи на Чемпіонатах світу серед студентів
| Змагання                                        | Збірна    | Вагова категорія          | Місце  |
| ----------------------------------------------- | --------- | ------------------------- | ------ |
| Чемпіонат світу з боротьби серед студентів 2016 | Казахстан | вільна боротьба, до 65 кг | Золото |

### Виступи на інших змаганнях
| Змагання                                                     | Збірна    | Вагова категорія          | Місце  |
| ------------------------------------------------------------ | --------- | ------------------------- | ------ |
| Гран-прі Іспанії з боротьби 2012                             | Казахстан | вільна боротьба, до 60 кг | Бронза |
| Київський Міжнародний турнір з боротьби 2013                 | Казахстан | вільна боротьба, до 60 кг | 18     |
| Гран-прі Німеччини з боротьби 2013                           | Казахстан | вільна боротьба, до 60 кг | 7      |
| Міжнародний турнір Дінмухамеда Кунаєва 2013                  | Казахстан | вільна боротьба, до 60 кг | 10     |
| Кубок Тахті 2014                                             | Казахстан | вільна боротьба, до 61 кг | 10     |
| Турнір Олександра Медведя 2014                               | Казахстан | вільна боротьба, до 61 кг | 10     |
| Міжнародний турнір Дінмухамеда Кунаєва 2014                  | Казахстан | вільна боротьба, до 65 кг | 12     |
| Турнір шахтарської слави з боротьби 2014                     | Казахстан | вільна боротьба, до 65 кг | Золото |
| Інтерконтинентальний кубок з боротьби 2014                   | Казахстан | вільна боротьба, до 65 кг | 5      |
| Гран-прі «Іван Яригін» 2015                                  | Казахстан | вільна боротьба, до 65 кг | 15     |
| Турнір Олександра Медведя 2015                               | Казахстан | вільна боротьба, до 70 кг | 32     |
| Турнір Яшара Догу 2015                                       | Казахстан | вільна боротьба, до 65 кг | 8      |
| Турнір Алі Алієва 2015                                       | Казахстан | вільна боротьба, до 65 кг | 5      |
| Кубок Президента Казахстану з боротьби 2015                  | Казахстан | вільна боротьба, до 65 кг | Золото |
| Інтерконтинентальний кубок з боротьби 2015                   | Казахстан | вільна боротьба, до 65 кг | 5      |
| Міжнародний турнір Дінмухамеда Кунаєва 2015                  | Казахстан | вільна боротьба, до 65 кг | Бронза |
| Турнір Олександра Медведя 2016                               | Казахстан | вільна боротьба, до 65 кг | 7      |
| Олімпійський кваліфікаційний турнір з боротьби 2016 (Астана) | Казахстан | вільна боротьба, до 65 кг | 11     |
| Меморіал Вацлава Циолковського 2016                          | Казахстан | вільна боротьба, до 65 кг | 9      |
| Золотий Гран-прі з боротьби 2016                             | Казахстан | вільна боротьба, до 65 кг | 5      |
| Турнір Дана Колова — Николи Петрова 2017                     | Казахстан | вільна боротьба, до 65 кг | Бронза |
| Меморіал Вацлава Циолковського 2017                          | Казахстан | вільна боротьба, до 65 кг | Бронза |
| Інтерконтинентальний кубок з боротьби 2017                   | Казахстан | вільна боротьба, до 70 кг | 8      |
| Міжнародний турнір Дінмухамеда Кунаєва 2017                  | Казахстан | вільна боротьба, до 65 кг | Бронза |
| Міжнародний меморіал Білла Фаррелла 2018                     | Казахстан | вільна боротьба, до 70 кг | Бронза |
| Відкритий чемпіонат Польщі з вільної боротьби 2018           | Казахстан | вільна боротьба, до 70 кг | 5      |
| Міжнародний турнір Дінмухамеда Кунаєва 2018                  | Казахстан | вільна боротьба, до 65 кг | Срібло |
| Турнір Степана Саргісяна 2019                                | Казахстан | вільна боротьба, до 70 кг | Срібло |
| Міжнародний турнір Дінмухамеда Кунаєва 2019                  | Казахстан | вільна боротьба, до 65 кг | Золото |
| Турнір Яшара Догу 2021                                       | Казахстан | вільна боротьба, до 70 кг | 11     |

### Виступи на змаганнях молодших вікових груп
| Змагання                                      | Збірна    | Вагова категорія          | Місце  |
| --------------------------------------------- | --------- | ------------------------- | ------ |
| Чемпіонат Азії з боротьби серед юніорів 2011  | Казахстан | вільна боротьба, до 60 кг | Срібло |
| Чемпіонат Азії з боротьби серед юніорів 2012  | Казахстан | вільна боротьба, до 60 кг | Бронза |
| Чемпіонат світу з боротьби серед юніорів 2012 | Казахстан | вільна боротьба, до 60 кг | Бронза |